# Catherine Walter-Laager
Catherine Walter-Laager (geb. Walter, * 1969 in Zürich) ist eine Schweizer Pädagogin und Hochschullehrerin.

## Leben
Walter-Laager absolvierte von 1990 bis 1993 eine Ausbildung zur Lehrperson für die Kindergartenstufe in Zürich und war im Anschluss als Kindergartenpädagogin in Lindau ZH tätig. Von 1996 bis 1998 durchlief sie eine Ausbildung zur Erwachsenenbildnerin/‑beraterin und war anschliessend als Didaktik-/Methodiklehrerin am Kindergärtnerinnenseminar Amriswil tätig. In den Jahren 2002 bis 2007 absolvierte Walter-Laager ein Studium der Erziehungswissenschaften an der Universität Fribourg und promovierte 2008 bei Hilbert Meyer an der Carl von Ossietzky Universität Oldenburg. Im Jahr 2012 habilitierte sie sich ebenfalls in Oldenburg mit einer Schrift zum Thema «Beobachten, Beurteilen und Fördern im Elementarbereich und in der Schule» und erhielt die Venia Legendi für Elementar- und Schulpädagogik. Nach verschiedenen Lehraufträgen und Vertretungsprofessuren ist Walter-Laager seit September 2016 Universitätsprofessorin an der Karl-Franzens-Universität Graz und seit Oktober 2019 dort Vizerektorin für Studium und Lehre.
Walter-Laager ist Mitglied der Schweizerischen Gesellschaft für Lehrerinnen- und Lehrerbildung (SLG), der American Educational Research Association (AERA), der Deutschen Gesellschaft für Erziehungswissenschaft (DGFE) sowie der Österreichischen Gesellschaft für Forschung und Entwicklung im Bildungswesen (ÖEFEB). Zudem ist sie als Gutachterin für verschiedene Kongresse und Zeitschriften tätig.

## Schriften (Auswahl)
- mit Manfred Pfiffner: Soziale Beziehungen und Effekte im Unterricht. Ein altersunabhängiges Phänomen? Empirische Untersuchung zu Einflüssen der sozialen Beziehungen im Unterricht auf Motivation, Fähigkeitsselbstkonzept und Leistung bei Kindern und Jugendlichen. Oldenburg, Univ., Diss. C. Walter-Laager, M. Pfiffner, 2008.
- mit Hilbert Meyer: Leitfaden für Lehrende in der Elementarpädagogik. Cornelsen, Berlin 2012, ISBN 978-3-589-24629-8.
- mit Claudia Meier Magistretti, Marco Schraner, Jürg Schwarz: Angebote der Frühen Förderung in Schweizer Städten (AFFiS). Kohortenstudie zur Nutzung und zum Nutzen von Angeboten aus Elternsicht. interact Verlag, Luzern/Graz 2019, ISBN 978-3-906036-37-3.